# قائمة سفراء مصر لدى إسرائيل
بعد توقيع معاهدة السلام بين مصر وإسرائيل. في 26 مارس 1979 ، بدأت العلاقات الدبلوماسية بين مصر و إسرائيل وكان سعد مرتضى أول سفير مصري في إسرائيل.

## القائمة
| اسم السفير                 | مدة البعثة     |
| -------------------------- | -------------- |
| سعد مرتضى                  | 1980–1982      |
| محمد بسيونى                | 1986–2000      |
| محمد عاصم إبراهيم          | 2005 - 2008    |
| ياسر رضا على عبد الله سعيد | 2008 - 2012    |
| عاطف محمد سالم سيد الأهل   | 2012 - 2015    |
| حازم خيرت                  | 2015 - 2018    |
| خالد محمود عزمي            | 2018 - لا يزال |